# Hard Truck: 18 Wheels of Steel
Hard Truck: 18 Wheels of Steel (с англ. — «Hard Truck: 18 стальных колес») — компьютерная игра в жанре автосимулятора, сконцентрированного на грузовых перевозках. Разработкой занималась компания SCS Software совместно с Sunstorm Interactive; изданием игры занималась компания ValuSoft, на территории России за издание и локализацию отвечала компания «Бука». Выход игры состоялся 16 августа 2002 года.
Игра является одной из многих игр в серии Hard Truck, одновременно открывая другую серию игр — 18 Wheels of Steel.

## Игровой процесс
Геймплей игры сосредоточен на необходимости перевозки грузов, которая осуществляется на грузовиках.
Игрок, выполняя роль дальнобойщика, путешествует между американскими городами. В игре представлено три локации — каждая из локаций отличается от предыдущей и содержит разные города, кроме того, каждая локация соответствует разному уровню сложности игры. Помимо перевозки грузов, игрок может менять грузовики и их внешний вид (потратив деньги, заработанные на перевозках, можно купить другой грузовик). Также реализованы некоторые другие вещи, присущие реальным грузоперевозкам, его может остановить полиция и т. п. Вид виртуальной камеры можно переключать, доступно несколько перспектив обзора, включая вид из кабины грузовика.

### Города
В игре представлены следующие города и области Соединенных Штатов Америки:
- Сан-Франциско, Калифорния
- Лос-Анджелес, Калифорния
- Финикс, Аризона
- Лас-Вегас, Невада
- Рино, Невада
- Цинциннати, Огайо
- Луисвилл, Кентукки
- Чикаго, Иллинойс
- Детройт, Мичиган
- Индианаполис, Индиана
- Солт-Лейк-Сити, Юта
- Шайенн, Вайоминг
- Денвер, Колорадо
- Бойсе, Айдахо
- Хелена, Монтана

## Рецензии и оценки
Игра получила смешанные отзывы критиков. Absolute Games отнеслись к игре отрицательно, поставив ей 50%. 
«Игромания» также отнеслась к игре с негативом, поставив 3,5 балла из 10.
Американское издание GameSpot более положительно оценило игру, на 7,5 баллов из 10.
Игру часто сравнивали с «Дальнобойщиками 2».